# La nostra hospitalitat
La nostra hospitalitat (títol original “Our Hospitality”) és una pel·lícula muda dirigida per Buster Keaton i John G. Blystone i protagonitzada pel mateix Keaton. La pel·lícula, estrenada el 19 de novembre de 1923, està considera com una de les grans obres mestres de Keaton. La gran novetat de la pel·lícula radicava en la mescla de slapstick i comèdia de situació usada per descriure el conflicte entre els Canfield i els McKay, sàtira d'un conflicte real que succeí entre els Hatfield i els McCoy entre el 1878 i el 1890. En comptes de ser una successió de gags, la pel·lícula tenia especial cura en explicar una història i ambientar-la correctament. Ha estat subtitulada al català.

## Argument
A Kentucky, les famílies dels Canfield i els McKay s'han estat barallant durant tant de temps que ja ningú recorda el motiu pel qual va començar tot. Una nit de tempesta del 1810, el patriarca dels McKay, John, i el seu rival James Canfield es van matar mútuament. Després de la mort del seu marit, la dona de John McKay decideix que el seu únic fill Willie no patirà el mateix destí. Per això es muda a Nova York a viure amb la seva germana, la qual, després de la mort de la mare es fa càrrec del nen sense explicar-li mai la disputa entre les dues famílies.
Passen 20 anys i Willie rep una carta que l'informa que és l'únic hereu del seu pare i que pot anar a reclamar-la. La seva tia l'hi explica aleshores la història de la disputa amb els Canfield però de totes maneres decideix tornar al sud imaginant la mansió en la que viurà. Durant el viatge en tren coneix a una noia, Virginia. Al principi tots dos es tracten amb timidesa però després de diversos contratemps en el tren s'acaben fent amics. En arribar, Virginia és rebuda pel seu pare i dos germans; resulta ser un membre de la família Canfield. Willie, innocentment, pregunta a un dels germans on és la finca McKay. El germà s'ofereix a mostrar-li el camí però s'atura a cada botiga buscant comprar una pistola per disparar-lo quan estigui desprevingut. Quan finalment l'aconsegueix, Willie ja ha marxat i ha descobert que la seva “mansió” en realitat és una caseta en runes. Més tard es troba amb Virginia que el convida a sopar a casa seva.
Quan es presenta a la casa els germans el volen disparar però el pare impedeix que ho facin mentre sigui el seu convidat. No poden faltar a “la seva hospitalitat”. Willie escolta una conversa entre els germans i s'adona que es troba en una situació crítica. A la casa arriba també a sopar un capellà protestant. Després de sopar, el capellà es prepara per marxar però descobreix que està plovent a bots i barrals. El patriarca dels Canfield insisteix aleshores que passi la nit a casa seva i Willie s'autoconvida a fer el mateix.
L'endemà, Willie es queda dins de la casa mentre els homes de Canfield esperen el moment en què marxi. Per empitjorar la situació, el pare descobreix Willie i Virginia fent-se un petó. Finalment Willie aconsegueix marxar desapercebut disfressant-se de dona. En adonar-se però de la seva marxa comença la seva persecució. Primer escapa a cavall però el vestit i el para-sol obert li dificulten molt la cavalcada. Acaba desfent dels dos disfressant la part de darrere del cavall com si fos una dona. Els germans se separen i mentrestant Willie troba tallat el camí per un precipici i decideix baixar-lo. En el moment en què està encallat a mitja baixada és descobert per un dels germans. Aquest li llença una corda fent-li creure que el vol ajudar tot i que l'únic que vol és tenir una visió millor per disparar-lo. Al final acaben caient tots dos, lligats a cada extrem de la corda, al fons on hi ha un riu. Poc després aconsegueix fugir robant una locomotora amb el seu tènder però poc després descarrila i Willi acaba de nou al riu arrossegat cap als ràpids. Virginia, que l'ha estat buscant, ho veu i amb una barca intenta rescatar-lo. Cau i l'aigua i està a punt de caure per la cascada quan Willi la rescata.

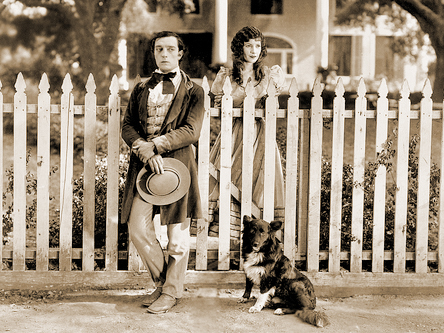
Fotograma de la pel·lícula amb Buster Keaton i Natalie Talmadge

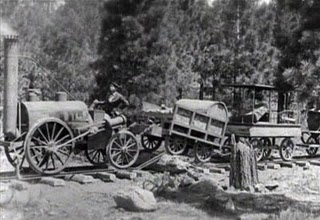
Fotograma amb una escena de la pel·lícula on apareix el tren

En fer-se fosc, els homes de Canfield decideixen abandonar la cerca fins l'endemà i en tornar a casa es troben a Willie i Virginia abraçats. El pare entra furiós a la cambra arma en mà però el capellà l'atura i li pregunta qui vol ser el primer en fer un petó a la núvia. El pare decideix beneir la unió i posar fi a la disputa entre les famílies. Els Canfield deixen les pistoles sobre la taula i aleshores Willie també hi deixa les moltes que també ell havia agafat.

## Repartiment
- Buster Keaton (Willie McKay)
- Joe Roberts (Joseph Canfield)
- Natalie Talmadge (Virginia Canfield)
- Ralph Bushman (Clayton Canfield)
- Craig Ward (Lee Canfield)
- Monte Collins (Reverend Benjamin Dorsey)
- Joe Keaton (revisor del tren)
- James Duffy (conductor del tren)
- Kitty Bradbury (tia Mary)
- Jean Dumas (mare McKay)
- Edward Coxen (John McKay)
- Leonard Clapham (James Canfield)
- Buster Keaton Jr. (Willie McKay a l'edat d'un any)

## Producció
El títol preliminar de la pel·lícula era senzillament “Hospitality”. La pel·lícula es va rodar a Truckee (Califòrnia) i a Oregon. La gran afició pels trens (recordar per exemple la seva gran pel·lícula "El maquinista de la General") va fer que Keaton ambientés la seva pel·lícula a l'any 1830, moment en què s'inventa el tren, tot i que parodiava una baralla entre famílies ocorreguda 50 anys després. Això li va permetre utilitzar una màquina que Variety vaticinava que es convertiria en una de les imatges clàssiques de la comèdia a la pantalla. A la pel·lícula, apart de Keaton i la seva dona, Natalie Talmadge, feien el seu debut en el cinema el pare de l'actor, Joseph Keaton, el seu fill, Buster Keaton Jr i possiblement la mare, La pel·lícula es va acabar d'editar i posar títol a mitjans d'octubre, i es va estrenar un mes més tard.